# サンフランシスコ大地震
『サンフランシスコ大地震』（原題：Quake、別題：Aftershock、または、The Stalker）は、1992年発売のアメリカのサスペンススリラー映画。
スティーヴ・レイルズバックとエリカ・アンダーソンが出演し、Louis Morneauが監督を務めた。

## 概要
日本ではVHSでの発売時『欲望のマグニチュード』というタイトルをつけられた。
1989年のロマ・プリータ地震が発生したサンフランシスコを舞台に、ジェニーとデヴィッドの若いカップルが、パニックと恐怖が支配する街で、サイコな隣人のカイルに脅かされる恐怖を体験することになる。

## あらすじ
地震による瓦礫で気を失ったジェニーは、隣人のカイルに拉致されてしまう。常日頃から彼女の私生活を覗き見ていた彼の目的は彼女を監禁することであった。
ジェニーの決死の脱出劇が始まる。

## キャスト
- ジェニー - エリカ・アンダーソン（英語版）

セクシーな弁護士
- デヴィッド - Eb Lottimer

ジェニーの恋人
- カイル - スティーヴ・レイルズバック
- ウィリー - バートン・ギリアム（英語版）
- 店主 - ディック・ミラー[2]

## 公開
オリジナルビデオ作品として、1992年6月23日にリリースされた。

## 各国でのタイトル一覧
- オーストラリア：Quake {R}18+
- アメリカ合衆国：Aftershock
- ドイツ：Earthquake - Inferno des Wahnsinns
- ハンガリー：Remegés
- イギリス：The Stalker
- イタリア：Vittima di un incubo
- ポーランド：Wstrzas
- 日本：欲望のマグニチュード